# Bureau van Leopold III
Het bureau van Leopold III is een meubel dat ontworpen werd door Henry Van de Velde op verzoek van de Belgische koning Leopold III.
Het bureau is vervaardigd in mahoniehout en was een van de topstukken uit de Koninklijke Collectie. In 1935, tijdens het interbellum, werd het door de Kortrijkse meubelmakers De Coene gebouwd (Kunstwerkstede De Coene). Het stond in het Koninklijk Paleis van Brussel, waar het dagelijks door de vorst gebruikt werd, ook gedurende de Tweede Wereldoorlog. Het bureau was een van Leopolds favoriete stukken.
Na de troonsafstand werd dit art-deco-meubel naar Argenteuil verhuisd, waar het in de privéverzameling bleef. Na de dood van prinses Liliane werd het meubel verkocht op een veiling voor 4600 euro (6 oktober 2008). De herkomst werd echter geheimgehouden, waardoor het een tijdje in de vergetelheid kwam.
In het bureau van Leopold III stonden meerdere art-deco meubelen (het eigenlijke bureau, de kaartentafel, de bureaustoel van de koning, taboeretten, zetels, consoles...) die door architect Van de Velde waren ontworpen en door de firma De Coene werden geproduceerd. De kaartentafel had ongeveer dezelfde vormgeving als het eigenlijke bureau maar met iets kleinere afmetingen. Na de dood van prinses Liliane werd ook de kaartentafel verkocht op een veiling voor 3000 euro (12 oktober 2009). De naam van de nieuwe eigenaar werd echter geheimgehouden, waardoor het meubel in de vergetelheid kwam. Onlangs verwisselde de kaartentafel weer van eigenaar voor circa 85000 euro. Het bureau was te zien op de overzichtstentoonstelling in het Brusselse Jubelparkmuseum van 13 september 2013 tot 12 januari 2014 ter gelegenheid van de 150e verjaardag van Van de Velde.